# Catedral de Truro

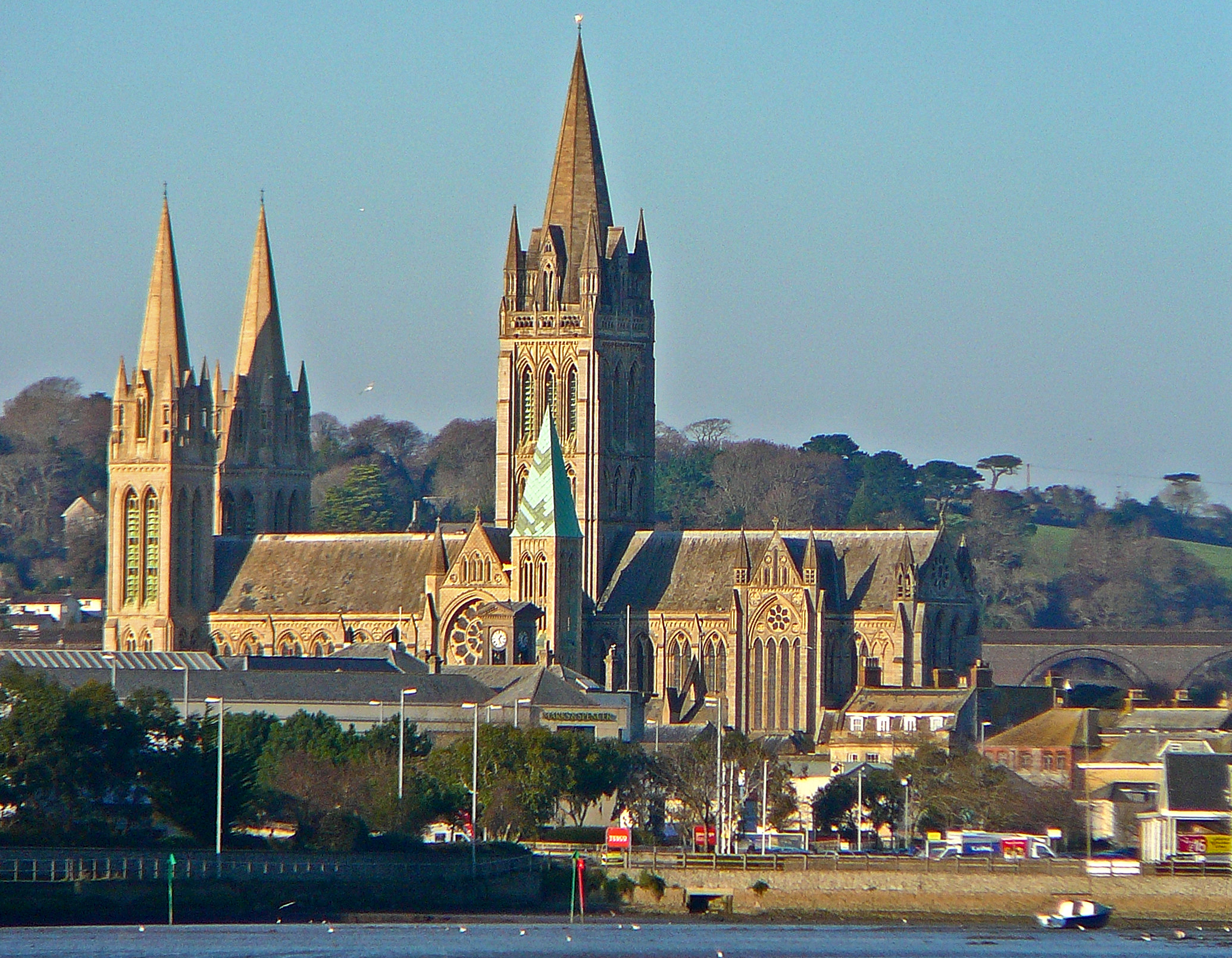
La catedral de Truro con sus tres altas torres con flechas

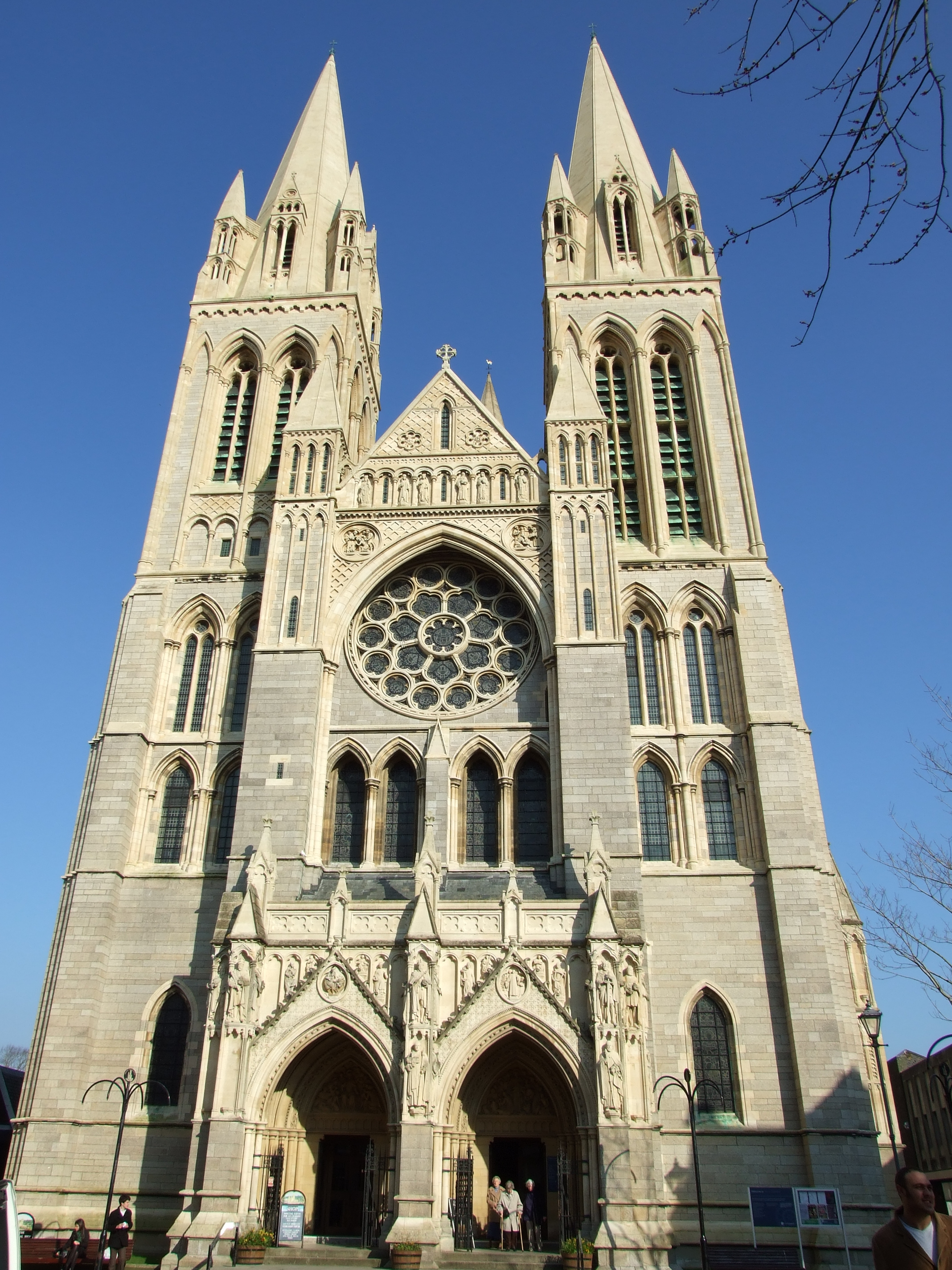
Fachada de la catedral

La catedral de la Virgen María de Truro en es una catedral anglicana localizada en la ciudad de Truro, en el condado de Cornualles en Inglaterra. Fue la primera catedral que se construyó tras la época dorada de construcción de catedrales en la Edad Media. Fue construida en estilo neogótico, un estilo que estaba de moda en la época de la construcción, y es una de las tres únicas catedrales del Reino Unido que tienen cuatro agujas.

## Historia
La construcción empezó en 1880 en el mismo lugar donde había una parroquia del siglo XVI (dedicada a Santa María Virgen) siguiendo los planos del arquitecto John Loughborough Pearson, una figura sobresaliente del estilo neogótico del siglo XIX. Este estilo combina algunas características del gótico inglés, con algunos elementos del gótico francés, agujas y rosetones. La semejanza de la catedral de Truro con la de Lincoln no es una coincidencia. Pearson había sido nombrado como arquitecto de la catedral de Lincoln y el primer obispo de Truro, Edward Benson, había sido previamente canciller canónigo en Lincoln. La torre central con su aguja se eleva hasta una altura de 76 metros, mientras que las dos torres occidentales alcanzan los 61 metros.
Uno de los pasillos originales de la iglesia de Santa María todavía se encuentra en la catedral, en la esquina sureste y todavía funciona como la principal iglesia parroquial de la ciudad. Debido a que la catedral está dedicada a la Virgen María, no hay una capilla para la Virgen, pero hay una capilla para Jesucristo. Pero la catedral de Truro tiene una característica aún más inusual – una pequeña curvatura en su planta: debido a que la catedral se encuentra en el centro de la ciudad había un pequeño espacio con casas y tiendas muy pegadas a la catedral por todos sus lados. Con el fin de acomodar la catedral fue necesario “doblar” el edificio casi dos metros hacia el norte.
La primera piedra se puso en 1880 y la primera sección de la catedral fue consagrada en 1887. La torre central fue completada en 1905 y el edificio se terminó con la apertura de las dos torres occidentales en 1910. Pearson murió en 1897 y el trabajo pasó a manos de su hijo Frank.
La Catedral atrae cada año a uno 200.000 turistas y fue la localización del primer servicio de las Nueve Lecciones y Carols, ideadas por el obispo Edward White Benson para la Nochebuena de 1880. En 2002 la parte oriental de la catedral fue completamente restaurada y se reemplazó la piedra de Bath por piedra de Seyford, más resistente. En 2005 la fachada occidental fue restaurada de la misma manera de la parte oriental. Ambos proyectos fueron supervisados por la firma MRDA Architects de Londres, los arquitectos de la catedral.